# Közönséges tőzegrozmaring
A közönséges tőzegrozmaring (Andromeda polifolia) a hangavirágúak (Ericales) rendjébe, ezen belül a hangafélék (Ericaceae) családjába tartozó faj. Minden része nagyon mérgező.
Nemének egyetlen faja.

## Előfordulása
A közönséges tőzegrozmaring Észak-, Közép- és Dél-Európában található meg. A Keleti-Kárpátokban és Kelet-Európa egyes részein is vannak állományai. Oroszország déli és keleti részein, valamint Mongóliában is fellelhető.

## Alfajai, változatai
- Andromeda polifolia subsp. pumila V.M.Vinogr.
- Andromeda polifolia var. glaucophylla Link
- Andromeda polifolia var. polifolia

## Megjelenése
A közönséges tőzegrozmaring örökzöld, 15-40 centiméter magas, gyengén elágazó törpecserje, messze kúszó, legyökerező fás hajtással és vékony, ívben felemelkedő, szürke kérgű, kopasz ágakkal. Bőrnemű, rövid nyelű levelei szórt állásúak, 3-4 centiméter hosszúak, szálasak vagy hosszúkásak, kihegyesedők vagy tüskés csúcsúak, ép szélűek, fényes sötétzöldek, fonákjukon világos kékeszölden deresek, középerük kiemelkedik. A levelek széle erősen visszahajlik. Az 5 pártacimpájú, forrt szirmú virágok világos rózsaszínűek, később kifehérednek, elhajlók vagy bókolók, rövid ernyőszerű végálló fürtökben nyílnak a murvalevelek hónaljában.

## Életmódja
A közönséges tőzegrozmaring savanyú, nedves talajok, tőzegmohalápok lakója. Északon gyakori, délen ritkább, és magasabb fekvésű helyeken nő, 1400 méterig.
A virágzási ideje május–június, valamint augusztus és szeptember.

## Képek

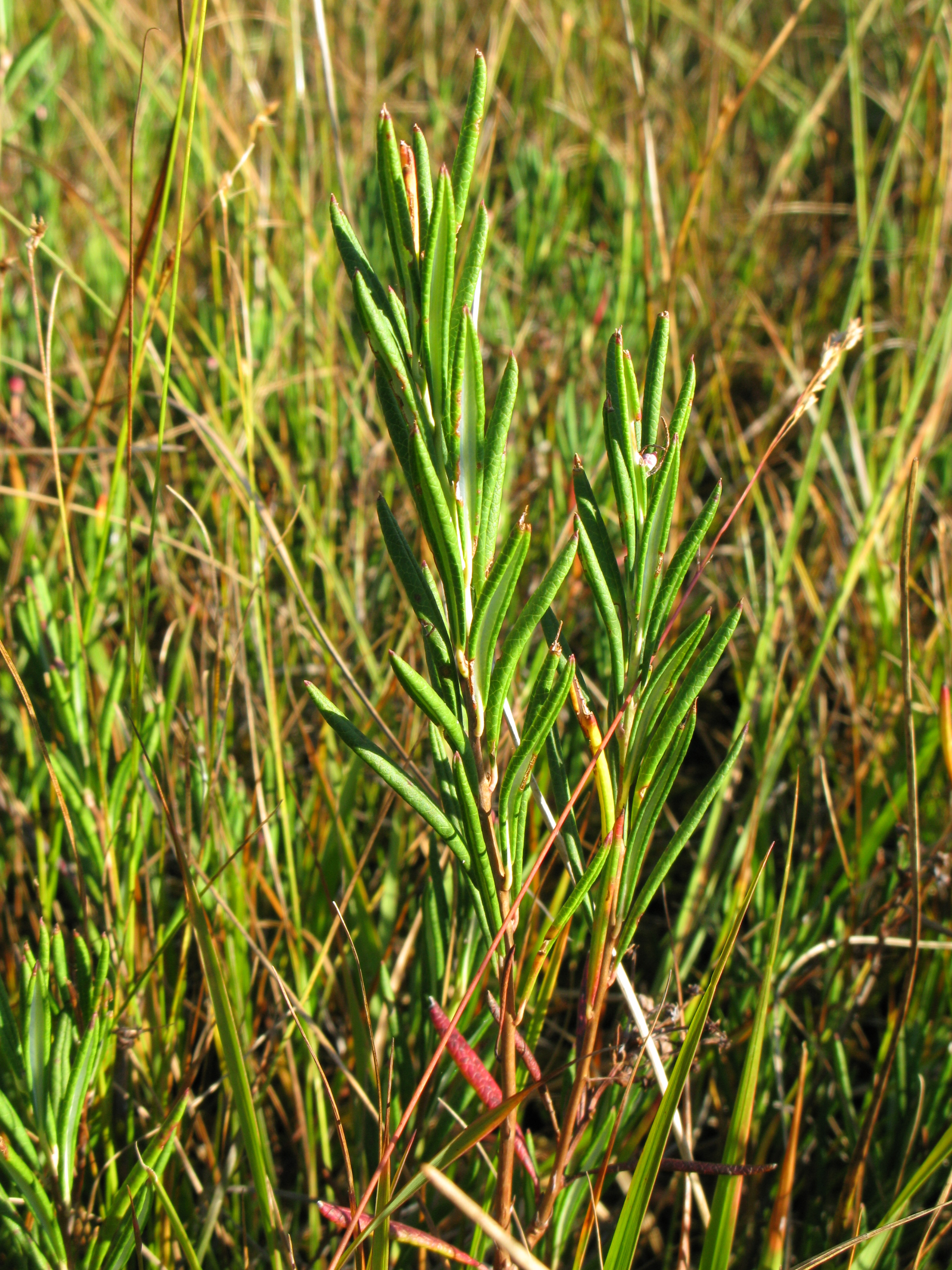
a növény
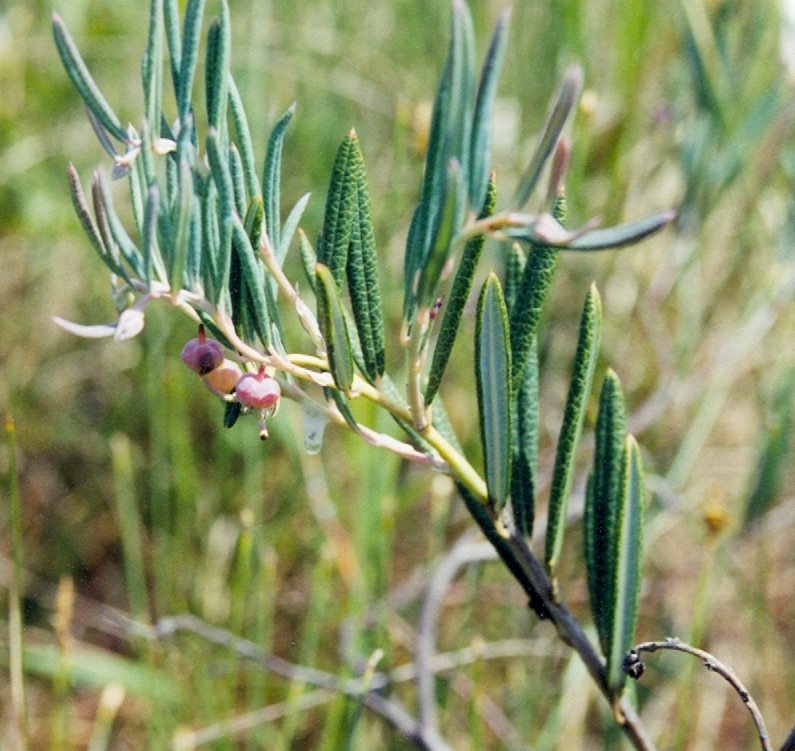
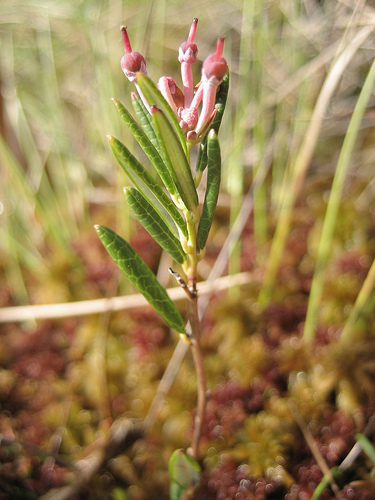
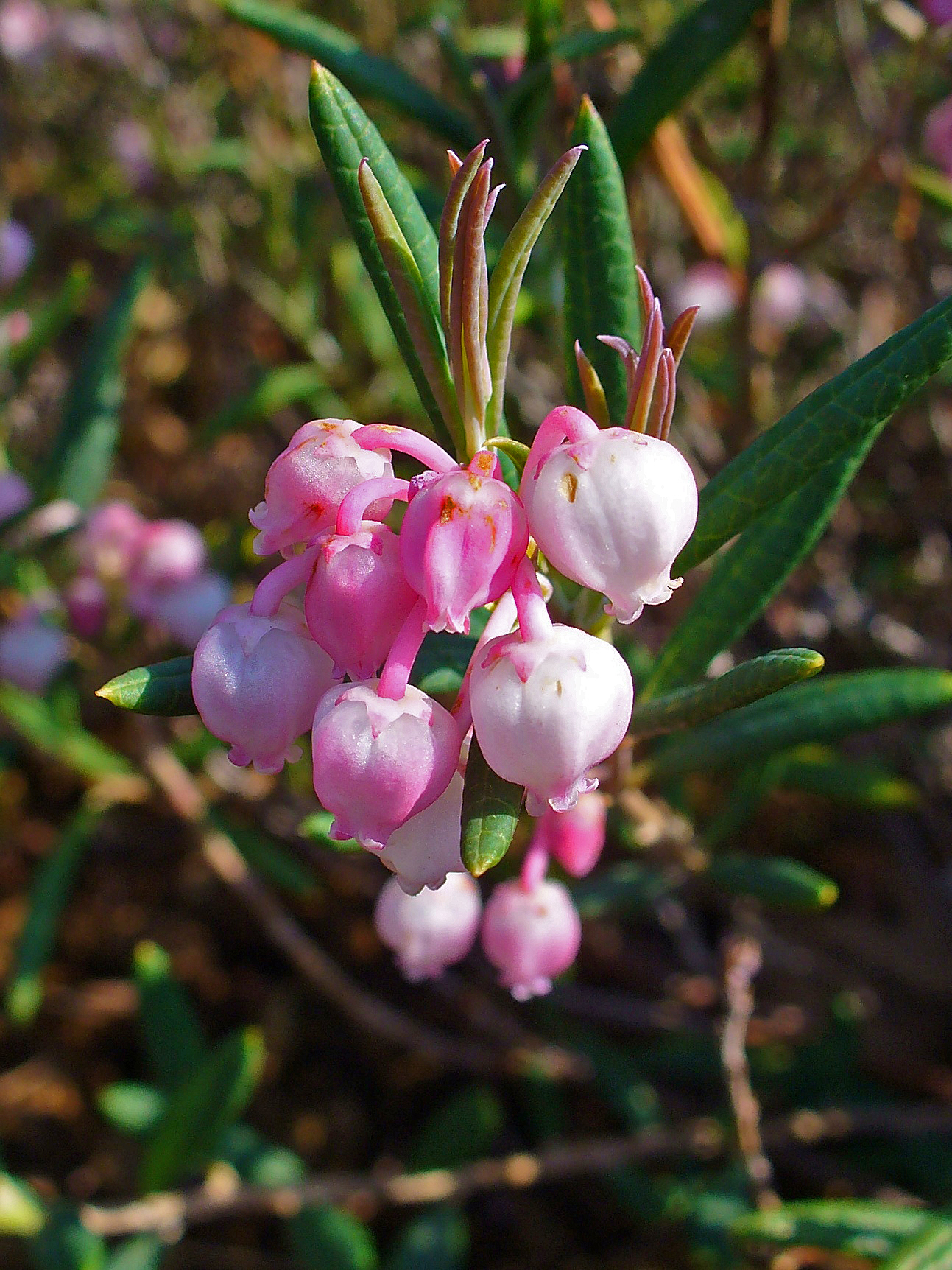
virágai
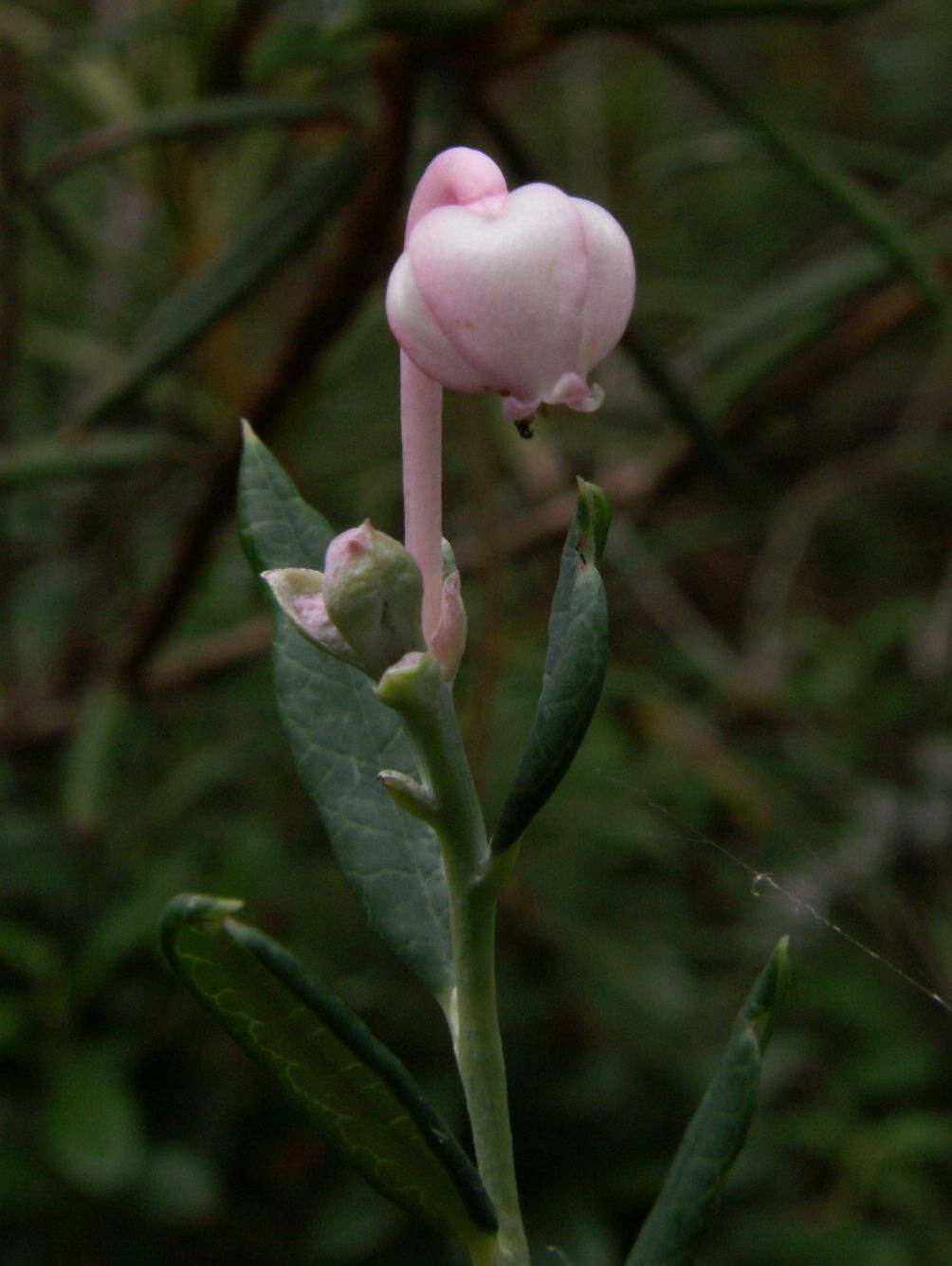
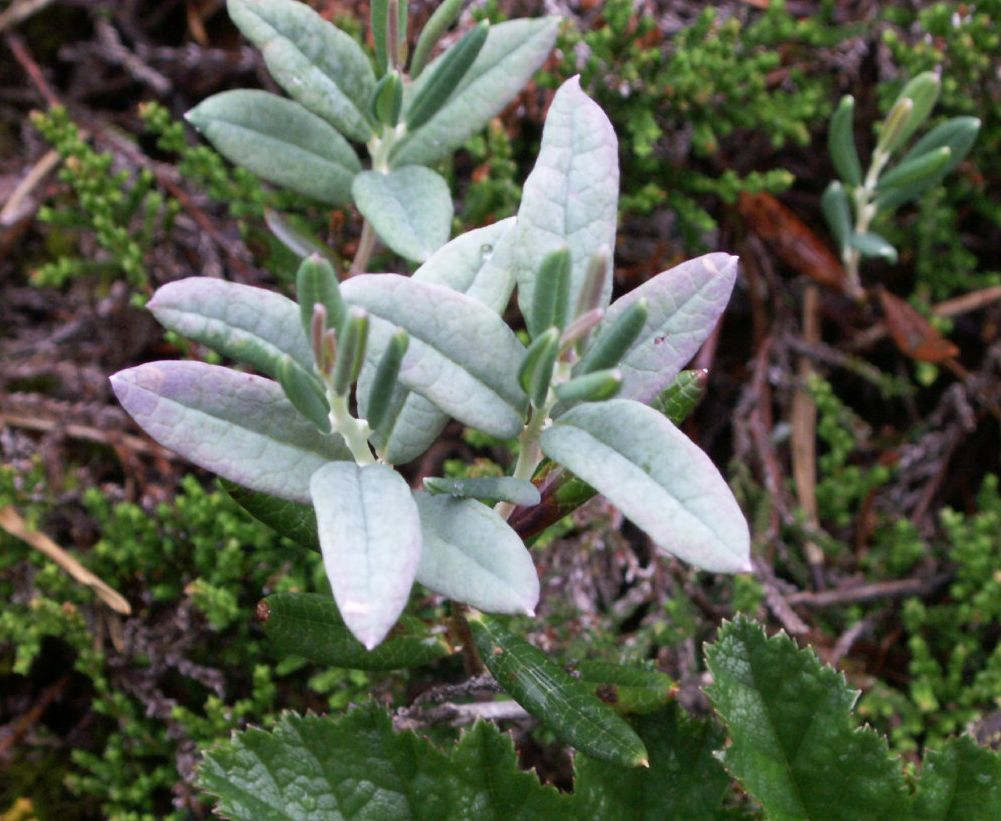
levelei
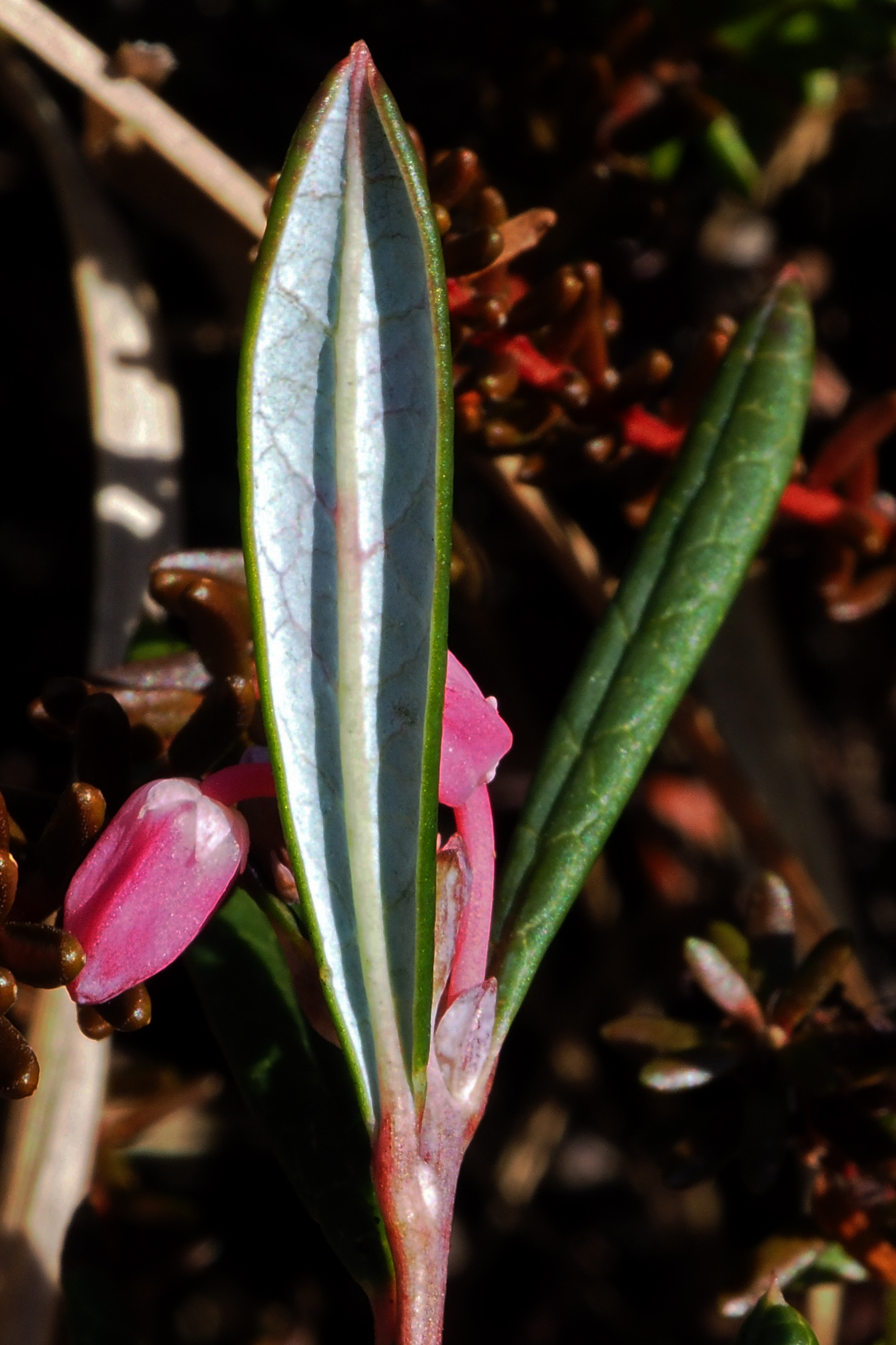
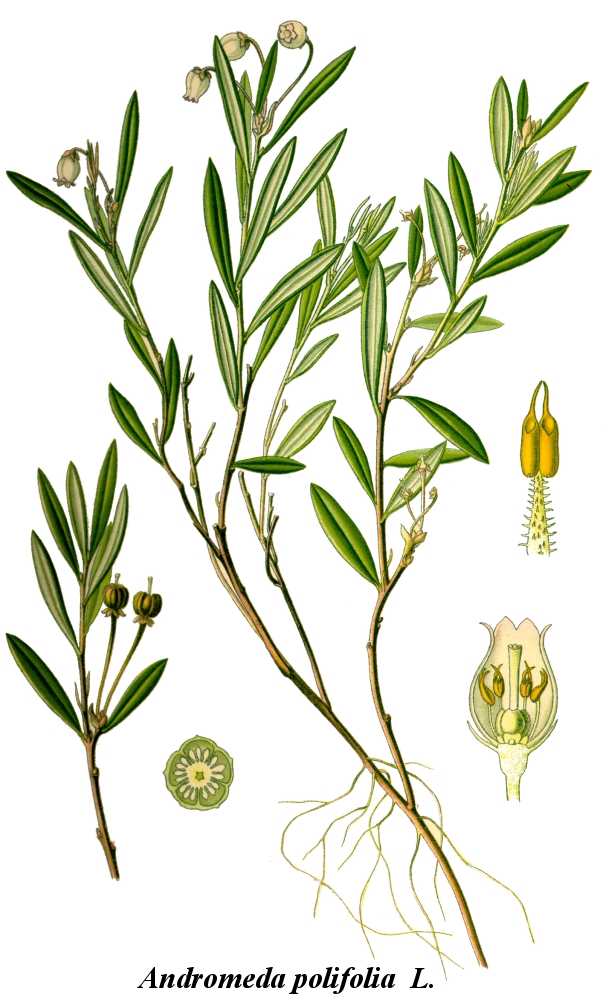
rajz a növényről